# Гюнтер Ксар
Гюнтер Ксар  (нім. Günther Csar, 7 березня 1966) — австрійський лижний двоборець, олімпійський медаліст.

## Виступи на Олімпіадах
| Олімпіада       | Дисципліна | Місце |
| --------------- | ---------- | ----- |
| Калгарі 1988    | командні   | 3     |
| Калгарі 1988    | особисті   | 34    |
| Альбервіль 1992 | особисті   | 32    |

## Зовнішні посилання
- Досьє на sport.references.com [Архівовано 28 січня 2010 у Wayback Machine.]